# Zuppa
La zuppa è un alimento principalmente liquido, servito caldo o talvolta freddo, che viene preparato combinando ingredienti come verdure, legumi, carne o pesce con brodo, latte o acqua. Le zuppe calde sono inoltre caratterizzate dall'ebollizione degli ingredienti in una pentola, fino a quando gli aromi non vengono estratti.
Nella cucina italiana solitamente la zuppa costituisce un primo piatto, ma in altri casi può essere anche un antipasto o un piatto unico.

## Etimologia
La parola deriva dal germanico suppa, ovvero "pane inzuppato". Il termine è passato invariato al latino volgare e infine all'italiano zuppa. Il termine ha la stessa radice nella maggior parte delle lingue neolatine e germaniche.

## Caratteristiche e varianti

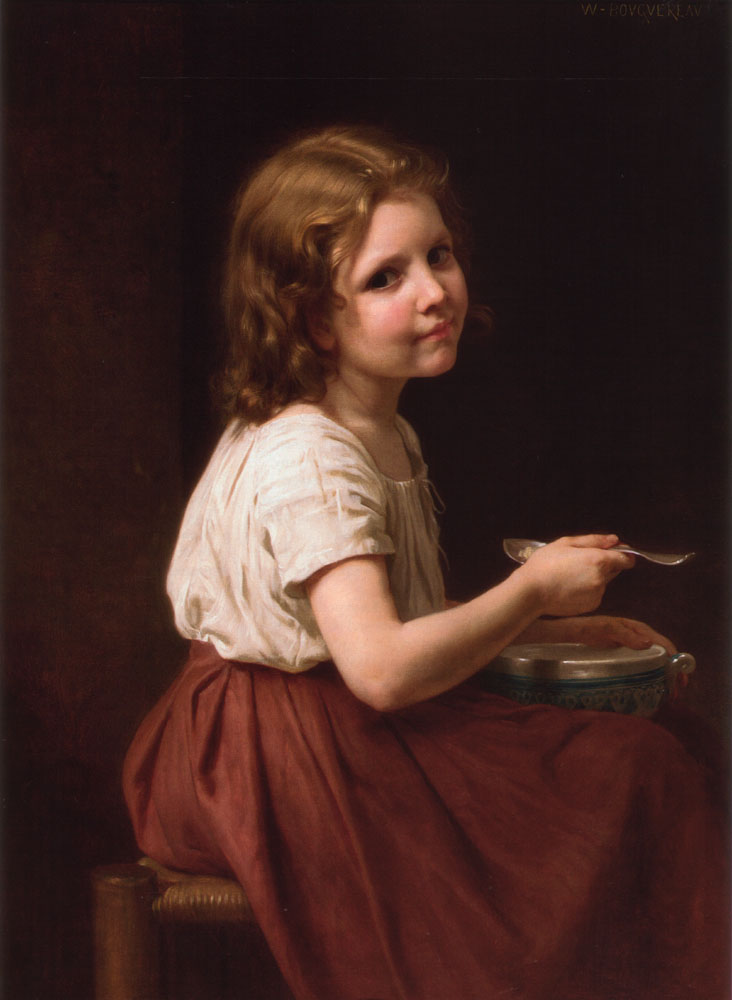
La soupe, di William-Adolphe Bouguereau, 1865

In italiano usualmente si è soliti distinguere tra zuppa e minestra rispetto al loro contenuto. Mentre la minestra di norma contiene pasta o riso, la zuppa ne è sprovvista, è piuttosto liquida e richiede di essere addensata aggiungendo fette o pezzi di pane; viene in genere servita accompagnata da crostini di pane tostati o fritti. Nella maggior parte delle altre lingue tuttavia questa distinzione non è presente, e i termini sono considerati sinonimi.
Altre preparazioni simili sono il passato di verdure, caratterizzato da verdure ridotte a frammenti molto piccoli, e la vellutata, caratterizzata da aspetto uniforme e consistenza cremosa. 
.
Quando il pane è ingrediente prevalente ed è già presente in cottura prende il nome di pancotto. Una zuppa a base di carne può essere simile a uno stufato, anche se in quest'ultimo il liquido viene maggiormente assorbito rispetto alla zuppa.

## Storia
La prima prova della zuppa nella pratica culinaria umana risale al Paleolitico superiore, periodo in cui le rocce alterate termicamente diventano comuni nella documentazione archeologica. Piccole fosse di ebollizione sono presenti nel sito gravettiano di Pavlov VI. I ciottoli venivano riscaldati sul focolare e poi messi nell'acqua per portarla a ebollizione. Tuttavia, l'antichità della zuppa è molto contestata. Sulla base di prove etnografiche, alcuni archeologi ipotizzano che i primi esseri umani usassero pelli e cestini a tenuta stagna per far bollire l'acqua.

## Tipi di zuppa

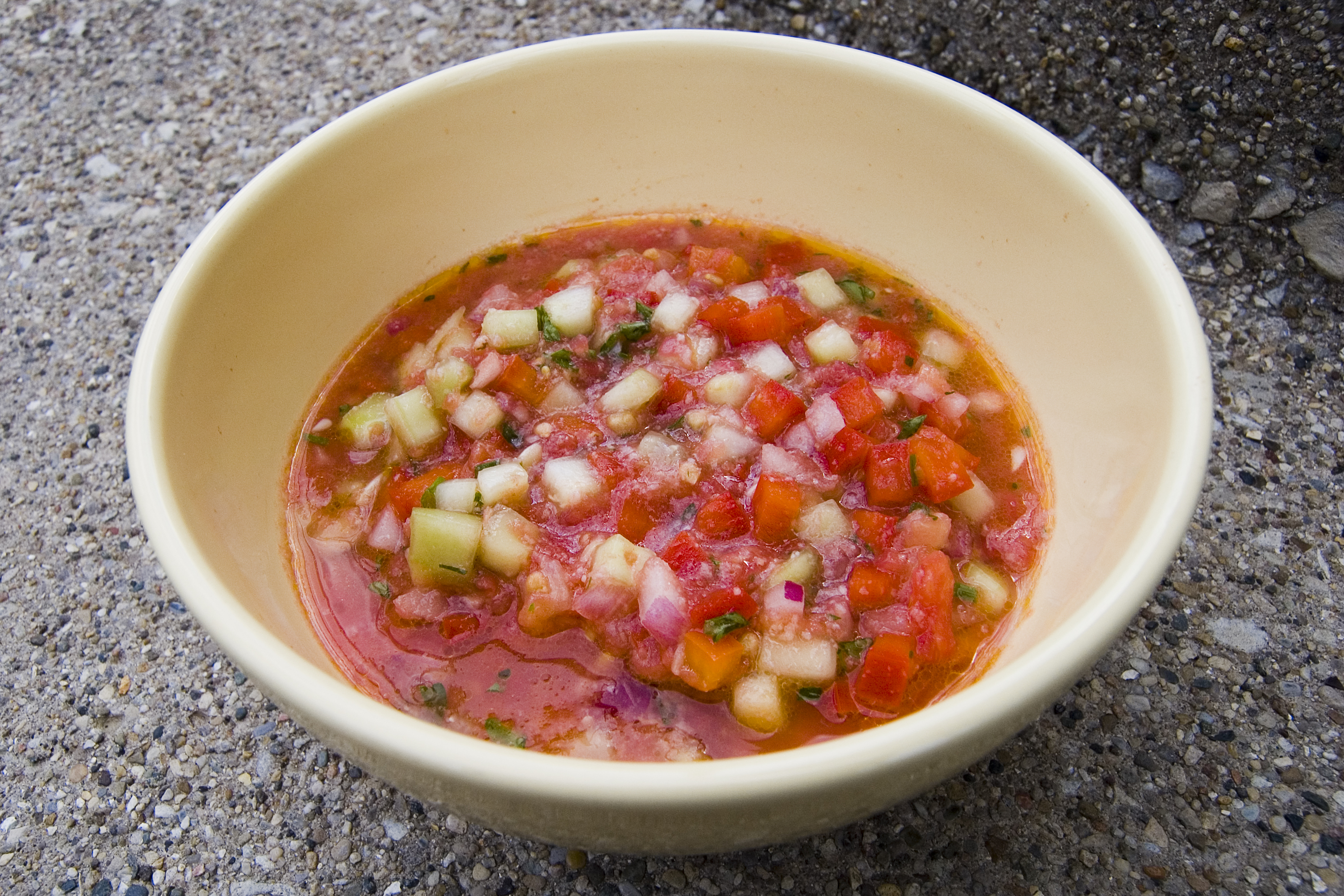
Gazpacho

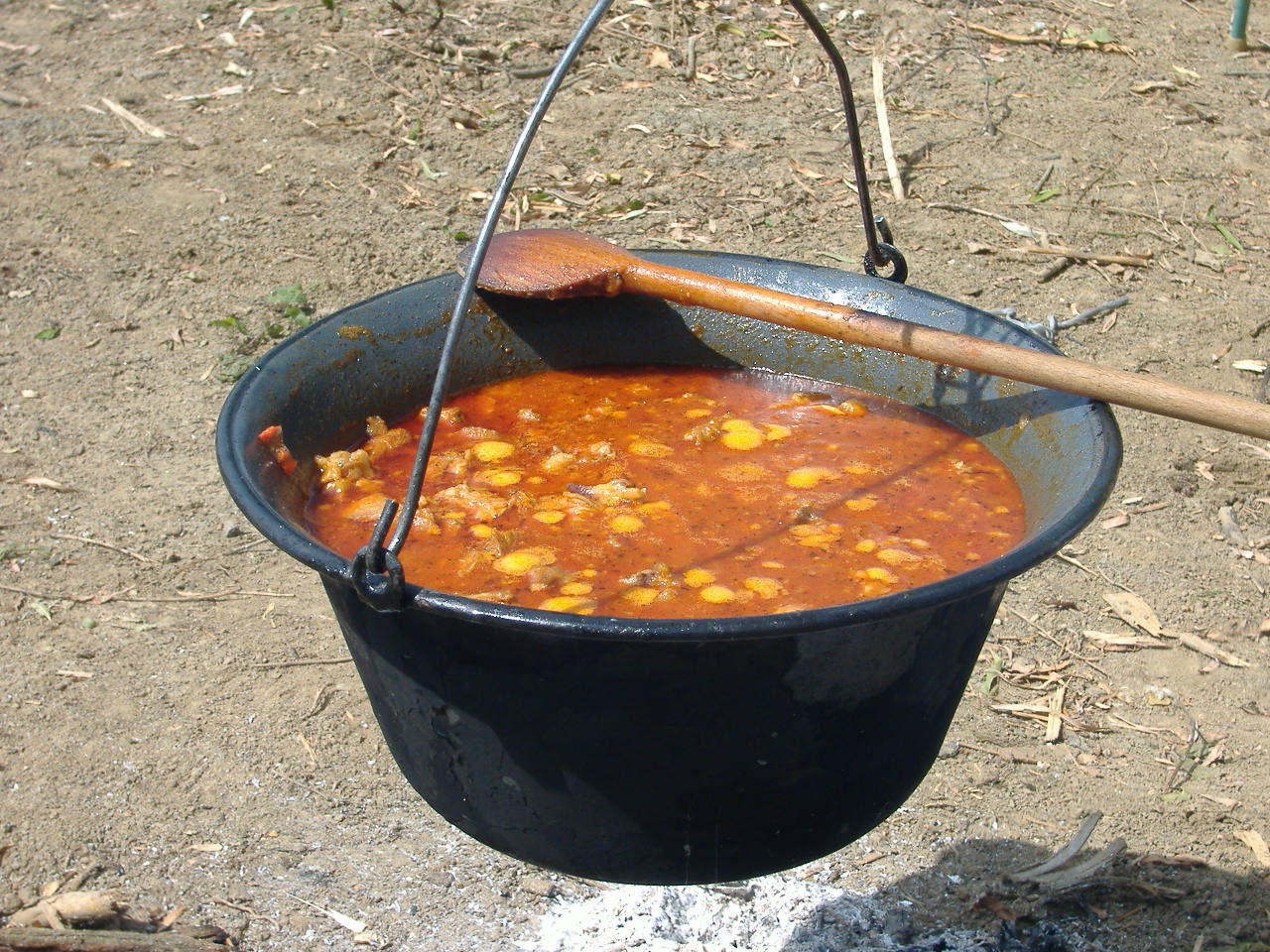
Gulaschsuppe

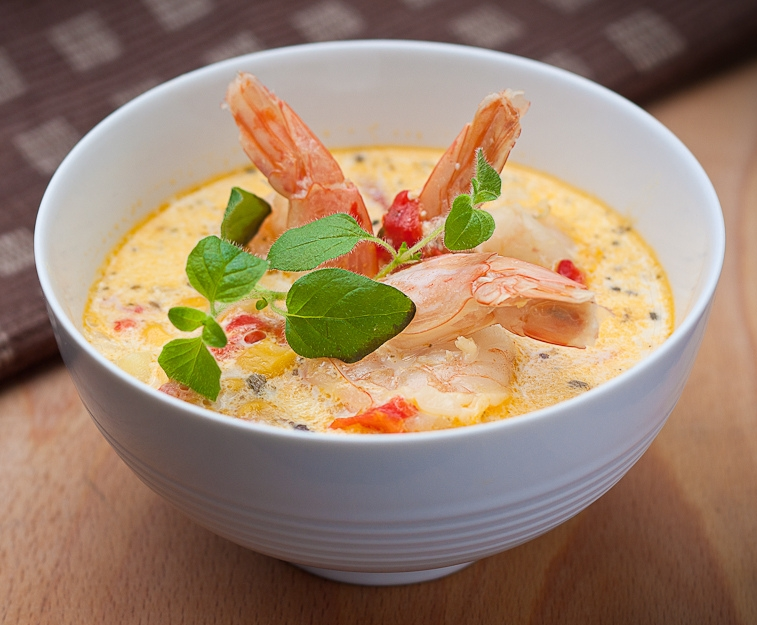
Seafood chowder